# فریدریش روکرت
فریدریش روکرت (به آلمانی: Friedrich Johann Michael Rückert) (زادهٔ ۱۶ مهٔ ۱۷۸۸ در شواینفورت آلمان – درگذشتهٔ ۳۱ ژانویهٔ ۱۸۶۶ در نویزس در نزدیکی کوبورگ آلمان) شاعر و مترجم نامی آلمانی و از بنیانگذاران شرق‌شناسی آلمان است. پدر او، «یوهان آدام روکرت»، اهل ایالت تورینگن در شرق آلمان بود. جایزه‌ای ادبی نیز به نام «فریدریش روکرت» وجود دارد که هر سه سال به نویسنده‌ای اعطا می‌شود.
روکرت پس از به پایان رساندن تحصیلات دبیرستانی در مدرسه‌ای لاتینی زبان در شهر «شواینفورت»، در دانشگاه شهر «وورتسبورگ» مشغول به تحصیل علم حقوق گشت ولی چندی بعد به رشته‌های ادبیات، زبان‌شناسی و زیباشناسی روی آورد. پس از اتمام تحصیلات مدتی آموزگار دبیرستان بود و لی پس از مدتی ترجیح داد به عنوان معلم خصوصی کار کند. روکرت در پاییز ۱۸۱۷ به ایتالیا سفر کرد و در آنجا با بسیاری از هنرمندان آلمانی مقیم رم آشنا شد. او در سالهای ۱۸۱۸ و ۱۸۱۹ از طریق شهر وین به آلمان بازگشت. روکرت طی اقامت در وین نزد  یوزف فون هامر پورگشتال دیپلمات و شرق‌شناس اتریشی و مترجم غزلیات حافظ، زبان فارسی را آموخت.

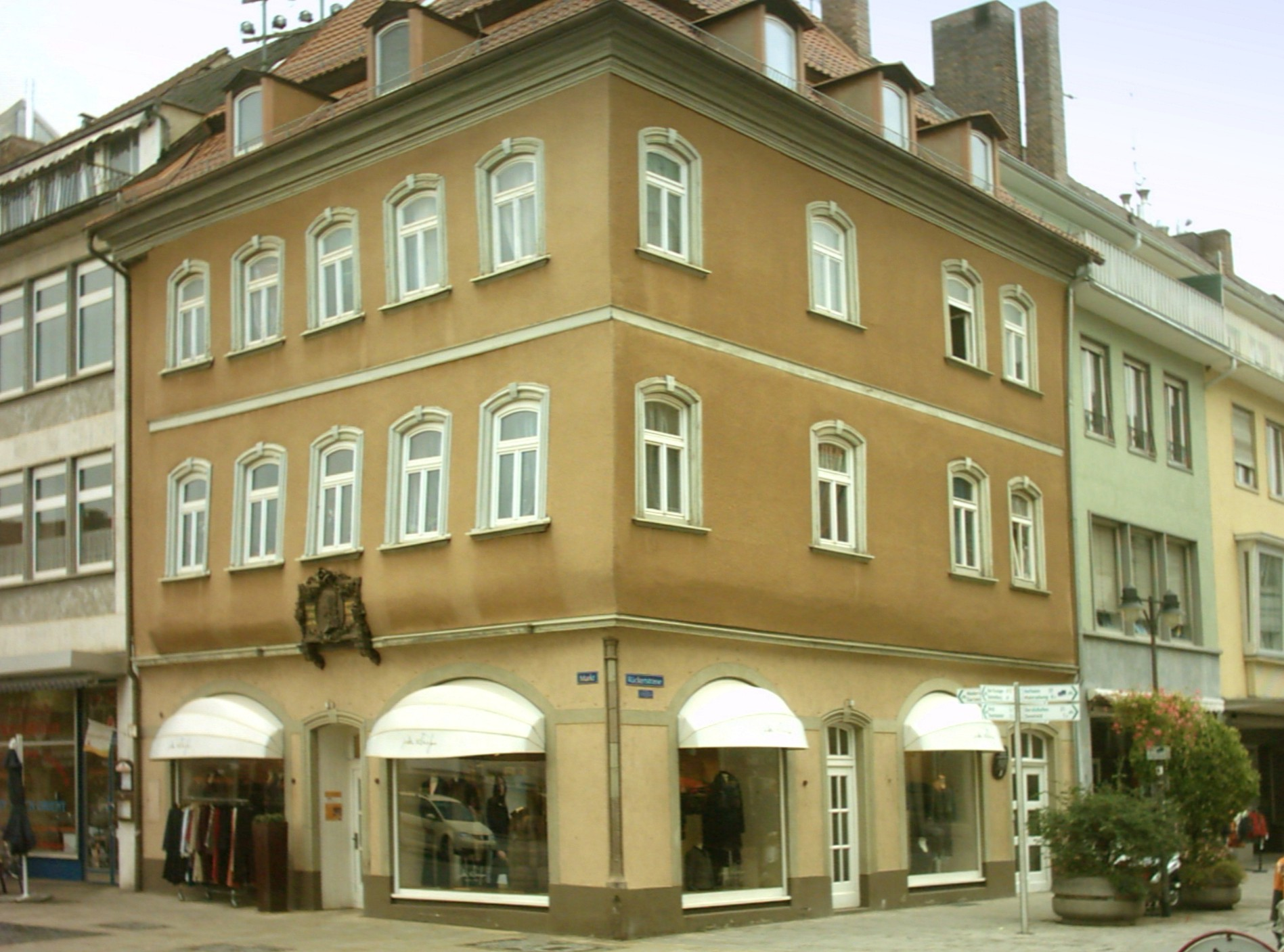
خانه تولّد فریدریش روکرت در شهر شواینفورت

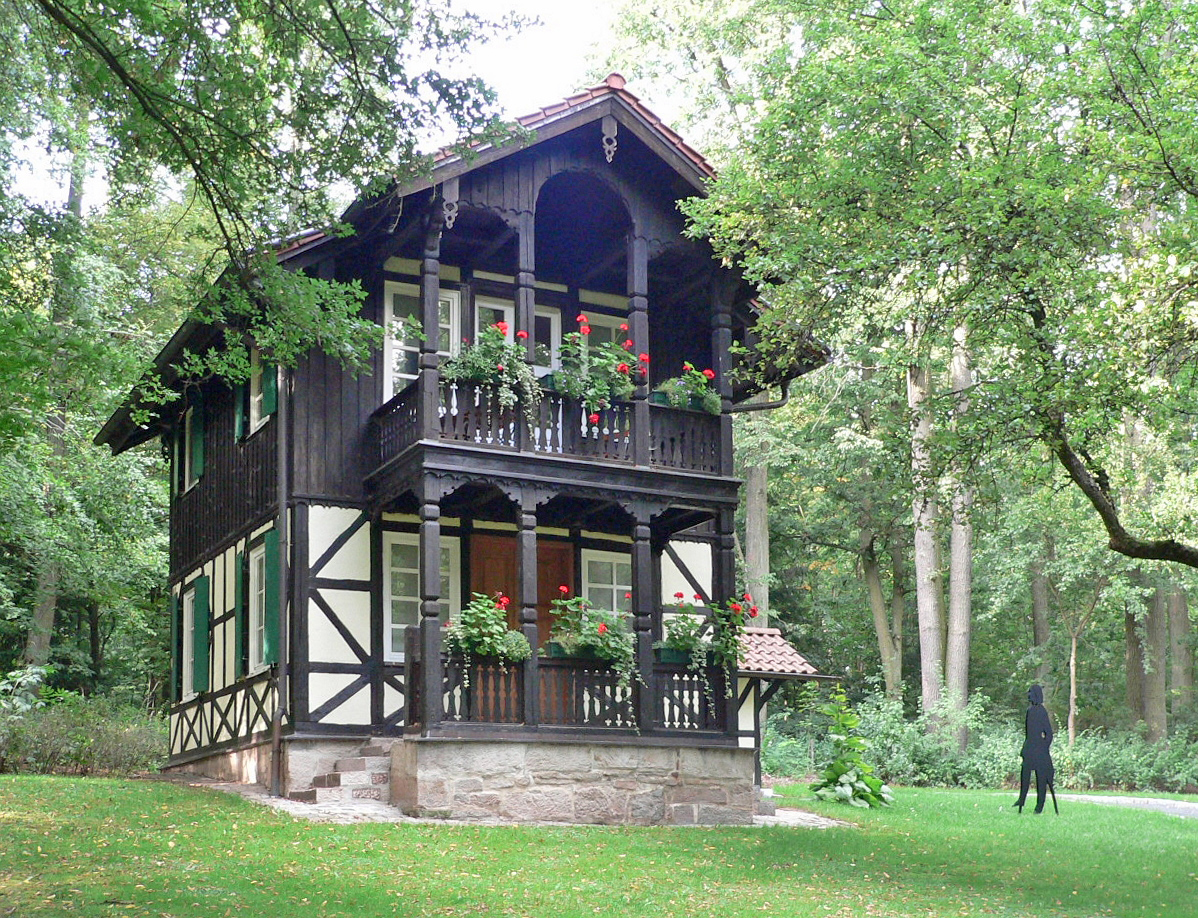
کارگاه فریدریش روکرت در شهر کوبورگ

## نبوغ در فراگیری زبان‌های گوناگون
نبوغ روکرت در فراگیری زبان‌های گوناگون، حتی در زمان حیات او زبانزد خاص و عام بود. او به زبان‌های یونان باستان، لاتین، سنسکریت، فارسی، عربی و ترکی تسلط داشت؛ و این در حالی است که او هرگز به سرزمین‌هایی که با زبان آنها آشنا بود سفر نکرده‌بود.
فریدریش روکرت، شاعر و مترجم و زبان‌شناس نامی آلمانی که از او به‌عنوان «پدر شرق‌شناسی آلمان» یاد می‌شود، نخستین کسی بود که شیوهٔ غزلسرایی را در زبان آلمانی به‌وجود آورد.
توانایی روکرت در ترجمهٔ ادبیات مشرق‌زمین فوق‌العاده بود. وسعت تألیفات و ترجمه‌های روکرت از ادبیات سرزمین‌های شرق بسیار گسترده و از عمق و کیفیت بسیار بالا برخوردار است.
او تحت تأثیر غزلیات مولانا جلال‌الدین، کتاب «رُزهای شرقی» را که مجموعه‌ای از زیباترین غزلیات آلمانی است تقریباً همزمان با انتشار «دیوان غربی-شرقی» یوهان ولفگانگ گوته در سال ۱۸۲۲ میلادی منتشر کرد.
او بخش‌هایی از شاهنامه فردوسی را نیز ترجمه کرد که پس از مرگش انتشار یافت و یکی از بهترین ترجمه‌های شاهنامه به‌زبان آلمانی است. اما این ترجمه هم چون دیگر آثاری که روکرت از زبانهای شرقی به‌دست داده‌است، کامل نیست.

## ترجمه قرآن به زبان آلمانی
قرآن تاکنون چندین بار به زبان آلمانی ترجمه شده‌است. روکرت خیلی زود خود را با قرآن و ترجمه آیاتی از آن مشغول داشت. او نخست پاره‌ای از ترجمه‌های شاعرانه خود را از آیات قرآن در سال ۱۸۲۴ میلادی منتشر کرد. ترجمه روکرت از قرآن از حیث زبان‌شناسی شاهکاری در زبان آلمانی محسوب می‌شود، هر چند در اینجا و آنجا کاملاً دقیق و عیناً مطابق با متن اصلی نیست، اما برای نخستین بار سبک و زبان شعرگونه قرآن را به‌خواننده آلمانی‌زبان منتقل می‌کند.
مجموعه دست نوشته‌های روکرت از ترجمه قرآن که دربرگیرنده تمام متن اصلی نیست، پس از مرگش و در سال ۱۸۸۸ میلادی، به‌مناسبت صدمین سالگرد تولد او و به‌خواست خاندانش، به‌کوشش شرق‌شناس آلمانی «آگوست مولر» به‌چاپ رسید.
روکرت از همان آغاز کار ترجمه قرآن، درصدد ترجمه متن کامل تمام سوره‌ها نبود و از این‌رو در دست‌نوشته‌های او گاه آیاتی و گاه حتی سوره‌ای از قلم افتاده‌است. توانایی روکرت در ترجمه قرآن به‌زبان آلمانی را در نمونه زیر که ترجمه «سوره الاخلاص» و یکی از کوتاه‌ترین سوره‌های قرآن است، به‌خوبی می‌توان مشاهده کرد:
Sprich: Gott ist Einer,
Ein ewig reiner,
Hat nicht gezeugt und ihn gezeugt hat keiner,
Und nicht ihm gleich ist einer.

## ترجمهٔ بوستان و گلستان سعدی
از روکرت، افزون بر ترجمهٔ قرآن، آثار دیگری نیز به‌جا مانده‌است؛ از آن جمله ترجمهٔ منظوم اشعار گلستان سعدی است که در سال ۱۸۴۷ میلادی به‌انجام رساند. ترجمهٔ روکرت از گلستان نزدیک به پنجاه سال بعد از اتمام آن و بیش از سی سال پس از مرگ او، برای نخستین بار در «مجلهٔ تاریخ ادبیات تطبیقی» به سال ۱۸۹۵ میلادی منتشر شد. روکرت خود در سال ۱۸۵۱ برای اولین بار در دفتر یادداشت‌های شاعرانهٔ خود اشاره‌ای به ترجمهٔ بخش منظوم گلستان دارد. او بوستان سعدی را نیز به آلمانی ترجمه کرد که بهترین ترجمهٔ این اثر به زبان آلمانی به‌شمار می‌رود. انتشار این کتاب نیز در زمان حیات او به‌انجام نرسید و نخستین بار در سال ۱۸۸۲ میلادی منتشر شد.
روکرت گزیده‌ای از غزلیات سعدی را نیز به آلمانی ترجمه کرد. ترجمهٔ او از غزلیات سعدی نیز در زمان حیات او منتشر نشد و بیست‌وهفت سال پس از مرگش، در سال ۱۸۹۳ میلادی به‌چاپ رسید.
یکی از ترجمه‌های روکرت، این ابیات مشهور از سعدی است:
بنی‌آدم اعضای یکدیگرند

که در آفرینش ز یک گوهرند
چو عضوی به‌درد آورَد روزگار

دگر عضوها را نمانَد قرار
تو کز محنت دیگران بی‌غمی

نشاید که نامت نهند آدمی
O ihr Gebornen eines Weibes-
Seid ihr nicht Glieder eines Leibes?
Kann auch ein Glied dem Weh verfallen,
Dass es nicht wird gefühlt von allen?
Du, den nicht Menschenleiden rühren,
Kannst auch den Namen Mensch nicht führen.